# Историјски архив Ваљево
Историјски архив Ваљево је установа која својом основном делатношћу прикупља, чува, врши заштиту и сређивање архивске грађе и омогућава њено коришћење у научне и друге сврхе, чија је надлежност над општинама које сачињавају Колубарски управни округ. То су општине: Осечина, Љиг, Лајковац, Уб и Мионица, и град Ваљево, као седиште округа. Основан је одлуком Градског народног одбора Ваљево, бр. 166, од 4. јануара 1952. године.
Архив је смештен у згради чија је првобитна намена била хируршки павиљон окружне болнице у Ваљеву и за време Првог светског рата војна болница.

## Издавачка делатност
- Драшковић, Радован: Из прошлости Ваљева, 17 повезаних чланака који говоре о прошлости ваљевског краја од 18. до почетка 20. века, Ваљево, 1973, 91
- Перуничић, Бранко: Град Ваљево и његово управно подручје 1815-1915, избор документа о прошлости Ваљева трезорираних у различитим архивима, Ваљево, 1973, 1272
- Митрашиновић, Милорад: Слободно Ваљево 1944-1945 – фотохроника поводом 30-годишњице ослобођења Ваљева, Ваљево 1974, 20
- Митрашиновић, Милорад: Међуопштински историјски архив, фотомонографија о Архиву у Ваљеву, Ваљево, 1976, 12
- Филиповић, Станоје: Писци борци ваљевског партизанског одреда, Ваљево, 1980, 34
- Вуковић, Раде: Живојин П. Исаиловић, Ваљево, 1972, 120
- Јевтић, Александар: Интернирање бораца Ваљевског НОП одреда у концентрационом логору у Норвешкој, Ваљево 1982, 32
- Перишић, Мирослав: Прота Матеја Ненадовић - Живот и рад, Ваљево, 1984, 100
- Група аутора: Сећања бораца Ваљевског народноослободилачког одреда, књига 1, Ваљево 1984, 580
- Радојчић, Милорад: Стеван Марковић Сингер, Ваљево, 1985, 126
- Јевтић, Александар: Учешће сељака ваљевске општине у народноослободилачком рату, Ваљево, 1986, 124
- Јоксимовић, Зоран: Драгојло Дудић, Ваљево, 1987, 64
- Милосављевић, Бранислав: Партизанска породица Грујић, Ваљево, 1988, 44
- Видић, Велибор: Каталог књига, штампе и периодике до 1900 – у библиотеци Историјског архива Ваљево, Ваљево, 1993, 96
- Видић, Велибор: Сто педесет година од примене српског грађанског законика: по документима Окружног суда Ваљево, каталог за изложбену поставку, Ваљево, 1995, 24
- Глогић, Филип: Повратак бродара, приредио Станиша Војиновић, Ваљево, 1995, 68
- Милосављевић, Бранислав и група аутора: Споменица палим борцима и жртвама фашистичког терора општине Ваљево 1941-1945, Ваљево, 1995, 216
- Стојанчевић, Видосава: Породица у Подгорини, Ваљево, 1995, 214
- Група аутора: Сећања бораца Ваљевског народноослободилачког одреда, књига 2, Ваљево (1996). стр. 494.
- Кривошејев, Владимир: Библиографија прилога штампаних у „Гласнику” Историјског архива Ваљево (од броја 1 до 30), Ваљево, 1996, 64
- Фогел, Ханс: Ваљево – сећање једног швајцарског лекара на српско-турски рат, Ваљево, 1996, 208
- Исић, Момчило: Материјално страдање ваљевског становништва у Првом светском рату, Ваљево, 1996, 120
- Перишић, Мирослав: Ваљево – град у Србији крајем 19. века, Ваљево 1997, 374
- Мадић, Милча; Митрашиновић, Милорад; Бојанић, Мирко: Димитрије Јанковић Робеспјер – Слога ваљевских раденика, Ваљево, 1997, 216
- Димитријевић, Бојан: Ваљевски равногорци, Београд 1998, 320
- Видић, Велибор; Поповић, Свемир: Каталог изложбе кроз фондове и збирке Историјског архива Ваљево, Ваљево, 1998, 30
- Поповић, Љубодраг: Помоћ Хиландару народа среза Тамнавског 1885. године, Ваљево, 1999, 102
- Радосављевић, Недељко: Ужичко-ваљевска митрополија 1739-1804, Ваљево 2000, 228
- Гаврић, Филип: Глагољица словенска, Нови Сад, (2001). стр. 236.
- Радић, Снежана: Конфискација имовине у ваљевском округу 1944–1946, Ваљево, 2002, 264
- Водич Међуопштинског историјског архива Ваљево (1,6 Mb), Ваљево, 2004, 580
- Радић, Снежана: Каталог изложбе „Два века суда у Ваљеву, на основу докумената фондова и збирки Међуопштинског историјског архива Ваљево”, Ваљево, 2004, 12
- Мирко С. Бојанић: Преци поново говоре, Књ. 2, Кнежевина колубарска у Нахији ваљевској - кроз судска документа и црквене књиге до 1840. године, Ваљево, 2005. 394
- Белић, Милорад: Комитски војвода Војислав Танкосић, Ваљево 2005, 128
- Снежана Радић: Аграрна реформа у ваљевском крају после 1945. године, Ваљево, 2006, 220
- Недељко Радосављевић: Ваљевски магистрат 1824-1831 - документа (1 Mb), Ваљево, 2008, 264
- мр Јованка Божић, Ваљево које волим, Ваљево 2008, 318
- Каталог за изложбу Два века окружног суда у Ваљеву, Међуопштински историјски архив Ваљево и Окружни суд Ваљево, Ваљево, 2009.
- Јованка Божић, Ваљевска села, Ваљево, 2010, 468
- Владимир Кривошејев: Ваљево – настанак и развој града, Народни музеј Ваљево, Међуопштински историјски архив Ваљево, Завод за заштиту споменика културе Ваљево, Ваљево, 2012, 222
- Недељко В. Радосављевић: Стара црква у Миличиници – књига прихода и расхода 1846–1863, Историјски институт Београд и Међуопштински историјски архив Ваљево, Београд – Ваљево, 2012, 152
- Снежана Радић: Државни службеници Ваљевског округа 1944–1947, Ваљево, 2014, 372
- Милорад Радојчић: Бесмртни ратници ваљевског краја у ратовима 1912-1918 – Витезови Карађорђеве звезде, Ваљево, 2014, 468

## Библиотека
Библиотека Међуопштинског историјског архива у Ваљеву спада у ред специјалних библиотека. Уписана је у централни регистар библиотека 20. децембра 1996. године, са почетним фондом од 5411 јединица, од тога монографских публикација 5402, периодичних 8 и посебних збирки 1.
Данас располаже фондом од око 7000 наслова и збирком старих и ретких књига.